# Jaguar XJ40
La Jaguar XJ40 est une berline et limousine de luxe fabriquée par Jaguar Cars entre 1986 et 1994. Officiellement dévoilée le 8 octobre 1986, elle s'est distinguée par son tout nouveau design (plus anguleux et optant pour les phares rectangulaires sur les versions haut de gamme).
La XJ40 a remplacé la Série III, bien que les deux modèles aient été vendus en même temps jusqu'à ce que la Série III soit abandonnée en 1992.
En 1993, la XJ40 a remporté le titre de « Voiture la plus sûre de Grande-Bretagne »  La XJ40 a été produite jusqu'en 1994 et a été suivie par la X300.

## Développement
Dès le début des années 1970, Jaguar lance le projet au nom de code « XJ40 » (XJ proviendrait de eXperimental Jaguar). Ce tout nouveau modèle était destiné à remplacer l'original XJ6 et redresser la marque Jaguar (au plus mal à l'époque). Des maquettes furent construites dès 1972. Cependant, le choc pétrolier de 1973 et les difficultés de la maison-mère British Leyland retardèrent sans cesse le lancement de la voiture. Les designers de Jaguar et de Pininfarina furent sollicités ; en fin de compte, il fut décidé de concevoir le modèle intégralement chez Jaguar. En février 1981, le conseil d'administration du groupe British Leyland alloua 80 millions de livres à la production de cette nouvelle voiture.
La XJ40 fut la dernière voiture réalisée par le fondateur de la compagnie (Sir William Lyons), après une interminable phase de développement.
Au cours de son développement, la XJ40 a connu d'importantes améliorations tant dans la conception, la fabrication que l'assemblage.
Parmi ces améliorations, on notera la réduction de 25 % du nombre de panneaux de carrosserie par voiture, permettant non seulement un processus d'assemblage plus efficace, mais aussi un gain de poids et une meilleure rigidité de la structure. Une grande attention a été portée à l'amélioration du coefficient de traînée (réduit de 0.849 Cd à 0.762 Cd), permettant d'économiser du carburant et d'abaisser le bruit du vent à l'intérieur de l'habitacle cossu de la XJ40.

## Mécanique

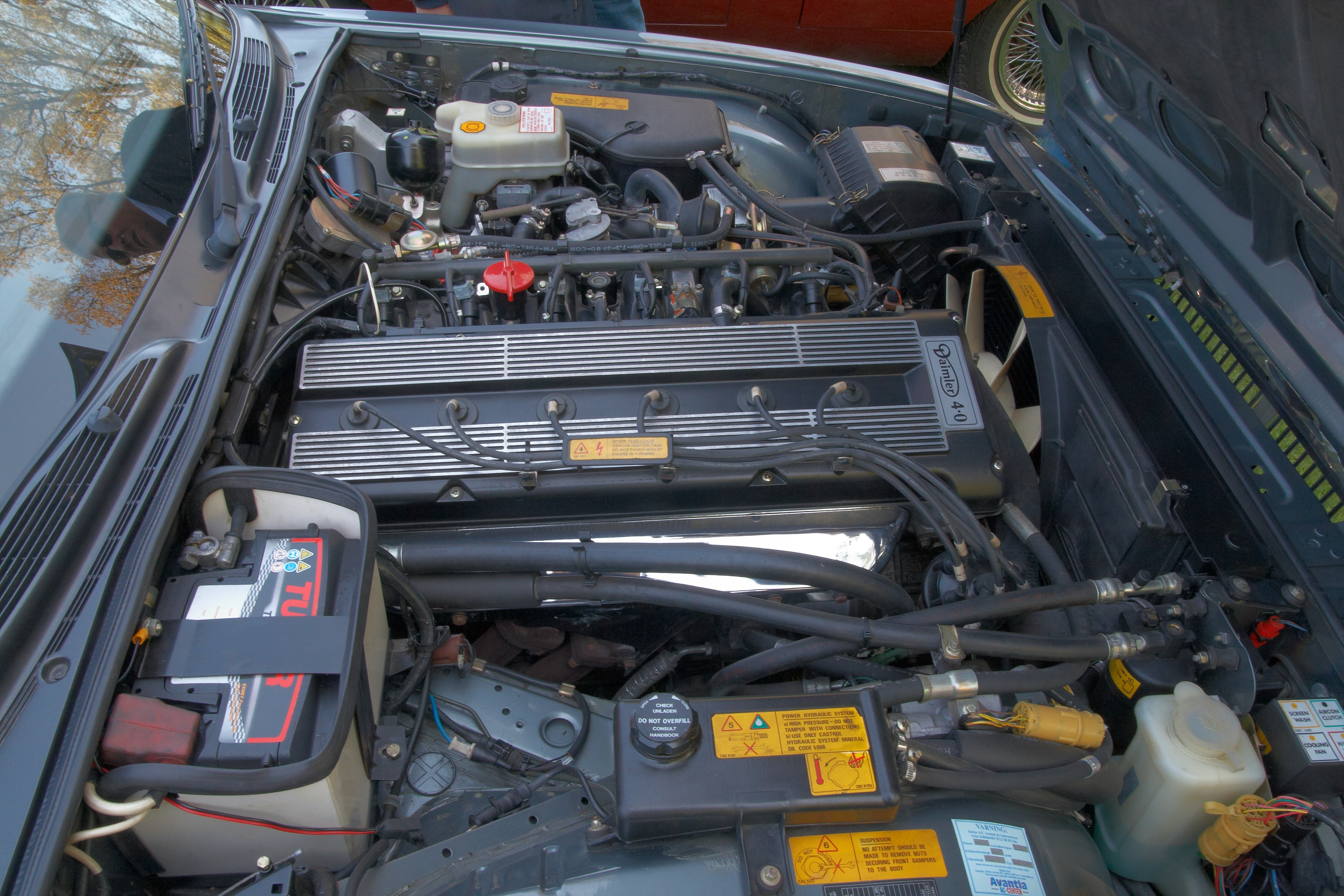
AJ6 4.0 L moteur (1990)

Initialement, seuls deux moteurs de 2.9 l et 3,6 l provenant du six-cylindres en ligne AJ6 équipaient la XJ40.
En 1990, le 3.6 l fut remplacé par le 4.0 l  et, en 1991, le 2.9 L par un 3.2 l (qui équipera l'Aston Martin DB7 de 1994 à 1999).
1993 vit la XJ12 et Daimler Double Six (toutes deux équipées du V12 Jaguar) s'ajouter à la gamme.
Au cours de l'élaboration de la XJ40, British Leyland avait envisagé d'y monter le moteur V8 de Rover, afin de se dispenser de faire produire le moteur chez Jaguar. Les ingénieurs de la marque auraient donc conçu la carrosserie de la XJ40 de manière à empêcher l'installation de moteurs en V tels que le V8 Rover. Ceci retarda l'introduction du V12 à 1993, car le compartiment moteur dut être en grande partie redessiné pour le recevoir,.
La boîte de vitesses automatique utilisée sur les motorisations 2,9L, 3,2L et 3,6L est la ZF 4HP22 à 4 vitesses, et la ZF 4HP24 sur le 4 litres. La version V12 nécessitant une boîte de vitesses capable de supporter un couple supérieur, c'est la GM 4L80-E qui fut choisie.
En version à boîte manuelle, la XJ40 utilisait d'abord la Getrag 265 à cinq rapports, puis la Getrag 290.
Le sélecteur de boîte automatique est astucieusement dessiné, afin de permettre la sélection manuelle des rapports sans risquer de passer involontairement au point mort ou en marche arrière. Cette nouvelle fonctionnalité est surnommée « J-Gate », en référence à la forme en J du sélecteur, et fut utilisée par Jaguar jusqu'à 2008 et la Jaguar XF.

## Extérieur

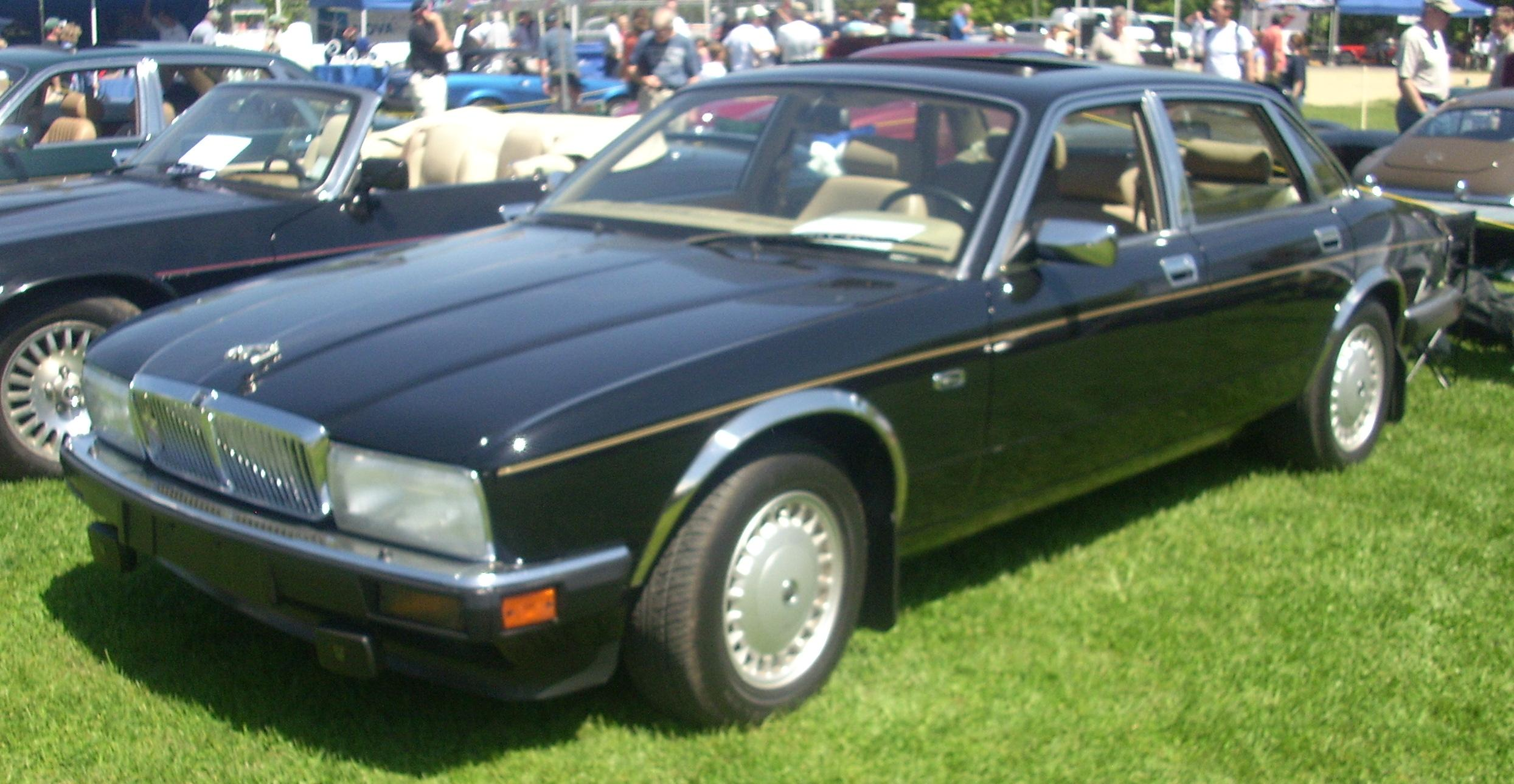
Jaguar XJ40 - Phares rectangulaires

Les lignes en courbes de la précédente XJ ont été remplacées par les lignes plus angulaires de la XJ40. Le nez de la voiture peut accueillir soit 4 phares ronds, ou 2 phares rectangulaires. Les phares ronds étaient destinés aux premiers niveaux de finition (XJ6).
Les phares rectangulaires étaient destinés aux finitions les plus haut de gamme (Sovereign et Daimler) ainsi qu'à toutes les voitures pour le marché américain.
Le pare-chocs est une barre visuellement distincte couverte de caoutchouc noir qui s'étend sur toute la largeur de la voiture et intègre les feux de côté et les feux indicateurs. Le capot est articulé à l'avant. Les cadres de fenêtres sont chromés ou noir, selon les finitions. Les gouttières, les rétroviseurs et les poignées de porte sont également finis en chrome. Tous les XJ40 ont un chrome qui entoure le pare-brise et un essuie-glace unique.
Les premiers niveaux de finition ont été équipées de roues en acier métriques et de housses en plastique. À partir de 1991, les roues ont été remplacées par des dimensions non métriques (pouces).

## Intérieur

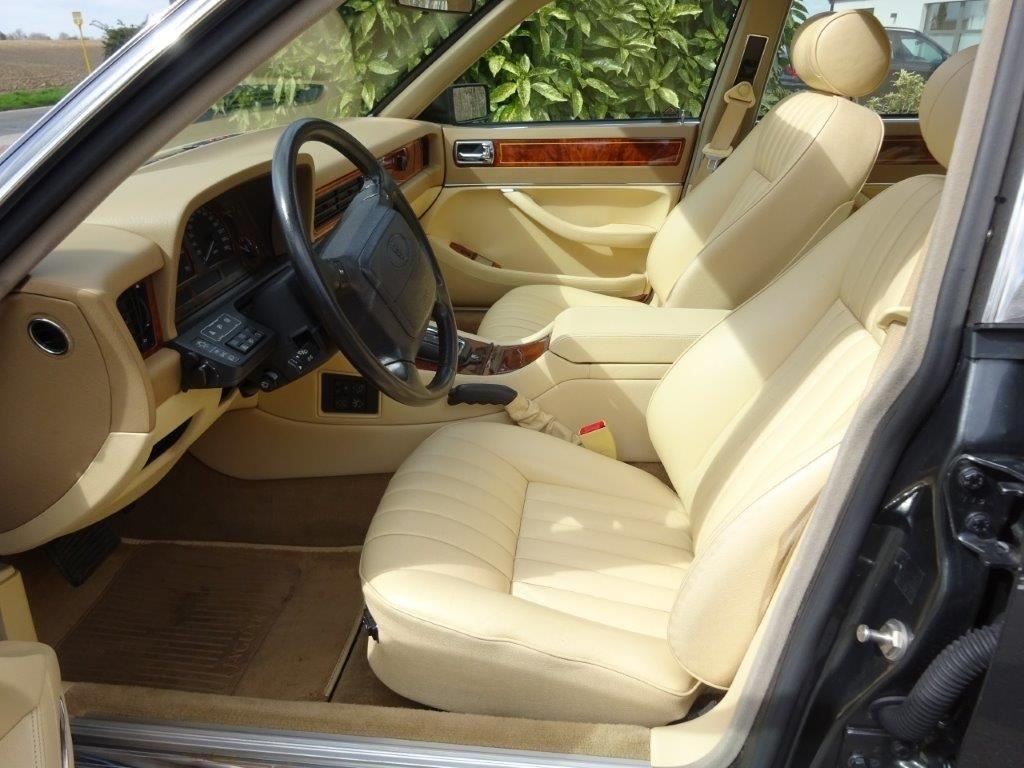
Jaguar XJ40 - Intérieur cuir beige Magnolia optionnel (1993).

L'intérieur de la XJ40 était garni de bois de noyer ou de palissandre, et de tissu ou de cuir (selon le modèle).
Jusqu'en 1990, les voitures étaient équipées d'un écran digital. L'instrumentation comprenait un écran nommé « Vehicle Condition Monitor » (VCM), qui contenait un écran matriciel 32x32 capable de 34 fonctions. Le VCM a pu alerter le conducteur de la défaillance d'une ampoule, de l'usure des plaquettes de frein, des portes déverrouillées ou d'un niveau de liquide de refroidissement bas.
À partir de 1990, le tableau de bord a été redessiné pour utiliser des jauges analogiques (plus fiables).
Les premières voitures utilisaient un volant à deux branches qui a été changé plus tard pour un volant à quatre branches équipée d'un coussin gonflable de sécurité (« airbag »). La boîte à gants a été ensuite enlevée en raison de l'espace occupé par le coussin côté passager lorsqu'il a été introduit. Certaines XJ40 destinées aux États-Unis étaient équipées de ceintures de sécurité automatiques.

## Modèles

### XJ6 1986-1994

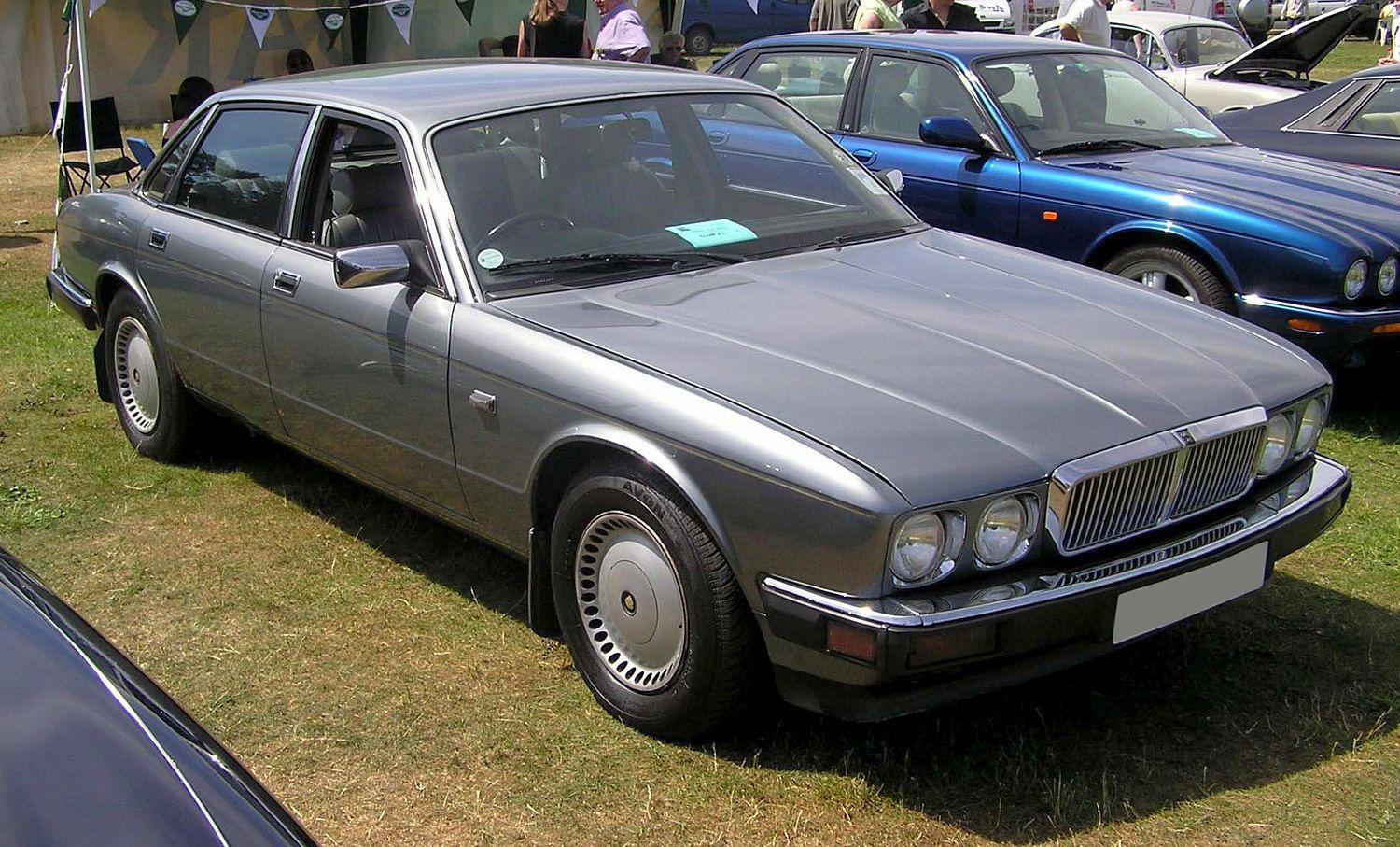
1989 Jaguar XJ6 (Royaume Uni).

La version XJ6 est la version d'entrée de gamme.
Les options supplémentaires incluent jantes en alliage, freins antiblocage, climatisation, sellerie en cuir et une transmission automatique. L'extérieur comportait deux phares ronds et des cadres de fenêtres peints en poudre noire.

### Sovereign 1986-1994

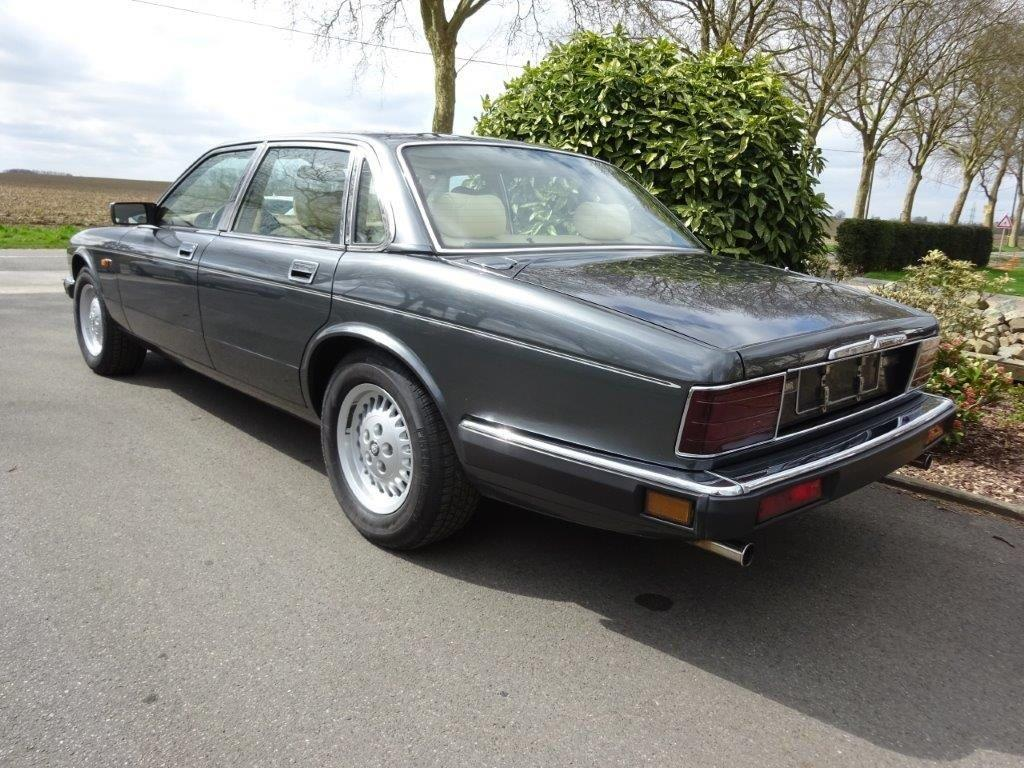
Jaguar XJ40 Sovereign - 1993 (France).

La version Sovereign est la version haut de gamme du modèle qui était dotée de beaucoup plus de fonctionnalités que la XJ6. Inclus : air conditionné, lave-phares, six haut-parleurs, suspension d'auto-nivellement (SLS) et de l'ABS. Les phares montés étaient rectangulaires. Les cadres de fenêtre ont été faites à partir d'acier inoxydable.

### Sport 1993-1994
Plus tard dans la série XJ40 3.2S et 4.0S, en 1993-1994, Jaguar a présenté le modèle Sport. Il était disponible seulement avec le moteur 6 cylindres, et a présenté la garniture intérieure en bois de rose (par opposition à la garniture en ronce de noyer d'autres modèles). Des pneus à profil large ont été montés sur roues en alliage à cinq rayons (Jantes Five Spoke).

### Majestic 1993-1994

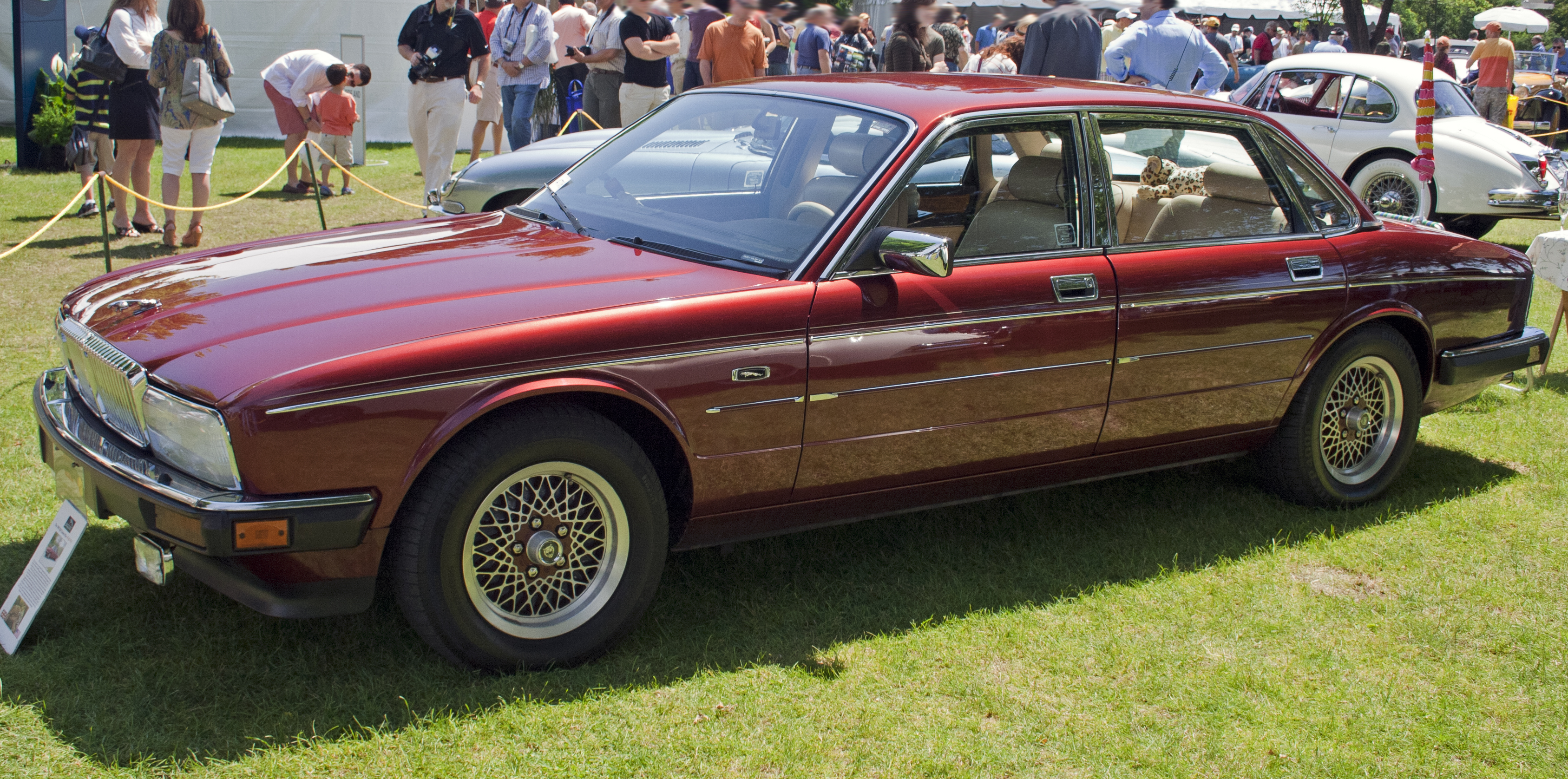
1990 Vanden Plas Majestic

Un modèle rare en version limousine appelé « Majestic » a été produit en 1993 et 1994 (seulement 121 produites). Ce modèle n'est pas à confondre avec une édition limitée, produite à 527 exemplaires à l'empattement régulier pour le marché américain en 1990, appelée le « Vanden Plas Majestic ». Ces voitures avaient un équipement spécial et en coloris "Regency Red", à l'exception d'un exemple en noir qui a été conservé au Royaume-Uni pour le Premier ministre.
La version "Majestic" peut être identifié par la quatrième lettre de son VIN, qui devrait être un « M ».

### Gold 1994
Le modèle Gold a été introduit en 1994 avec un ensemble limité de fonctionnalités et d'options, et pour un prix plus accessible. Il était disponible en moins de couleurs extérieures que d'autres modèles, et a été identifié par un jaguar de calandre en plaqué or. Les Gold ont été équipées des roues de style « kiwi ».

### Insignia
En 1992, lorsque Jaguar a fermé la boutique DS420 Limo, tous les artisans ont été laissés au repos. Jaguar a conçu « Insignia » : un service sur mesure pour la XJ40 / XJ81 et XJS, où les futurs propriétaires pourraient spécifier peinture spéciale, garniture, bois et roues à un coût supplémentaire dans une combinaison donnée. 318 XJ40 Insignia ont été produites, la plupart d'entre elles peuvent être identifiés par les insignes "Insignia" sur les ailes avant. Toutes les garnitures intérieures ont été faites en cuir (la coloration bicolore étant une option), contrairement aux combinaisons cuir-vinyle utilisées sur les autres finitions. Des couleurs de peinture spéciales ont été introduites pour l'Insignia : Mahogany, Amethyst Blue, Mineral Green, Primrose Pearl, Crystal Blue, Saturn Orange, Peppermint, Sandstone, White Pearl et Lavender. Un certain nombre d'Insignia ont été mis sur la flotte de démonstration Jaguar pour faire le tour des concessionnaires et montrer toutes les options disponibles dans la ligne Insignia.

### XJR
La XJR, introduite en 1988, était un modèle à hautes performances qui a été achevé par la société Jaguar Sport basée à Oxfordshire, une double entreprise de Jaguar et l'équipe de course TWR, à l'usine de TWR Kidlington aux côtés de la XJ220.
Basé sur un modèle Sovereign, elle a été équipée d'une suspension relevée avec des amortisseurs Bilstein unique, une peinture extérieure spéciale et des touches de style extérieur. Les premiers exemplaires étaient équipés d'un moteur AJ6 de 3,6l mais les modèles suivants avaient une version spéciale TWR de l'AJ6 4.0l, avec de nouveaux collecteurs d'admission. Certains exemplaires étaient également équipés d'un plus grand système d'échappement Jaguar Sport.
La XJR se différencie esthétiquement des autres modèles XJ40 par sa carrosserie, composée de nouvelles jupe avant et arrière et de jupes latérales, toutes en fibre de verre, une grille noire avec un insigne JaguarSport et des roues en alliage exclusives Speedline avec des pneus plus larges. Les modèles postérieurs ont eu des conduits d'air adaptés à la jupe avant pour refroidir les disques de frein. L'intérieur comportait un volant MOMO en cuir, des logos JaguarSport sur les cadrans et des repose-têtes d'assise en relief avec le logo JaguarSport.
Le modèle XJR a été introduit en 1988 et a cessé la production en 1994. En 1991, l'apparition de la XJR a changé en passant aux phares rectangulaires du modèle Sovereign. Seulement quelques centaines de chaque variantes ont été produites, rendant les voitures rares aujourd'hui.

### XJ12 et Daimler Double Six (XJ81)

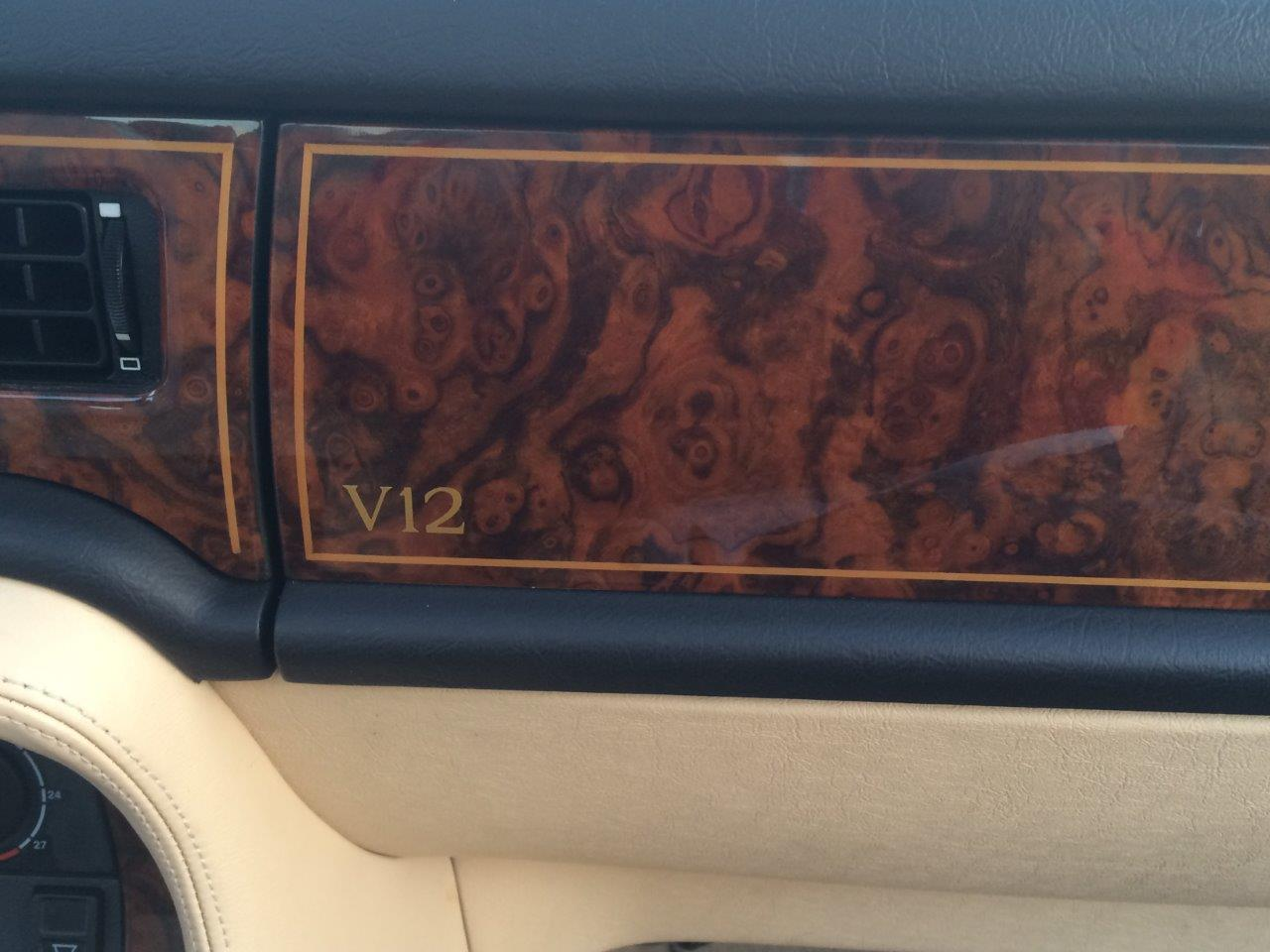
Boîte à gants Jaguar XJ40 V12

Doté du code modèle XJ81, le XJ12 et le Daimler Double Six ont été introduits au Salon de l'auto d'Amsterdam en février 1993 et alimentés par une version de 6 litres du moteur V12 de Jaguar. Celle-ci a été associée à une boîte de vitesses automatique  GM 4L80E à 4 rapports. Elle pouvait être identifiée par l'insigne XJ12 ou Double Six à l'arrière et un emblème V12 sur la boîte à gants. La XJ12 utilise les deux paires de phares jumelés, les ailettes de grille noires du radiateur et un badge "growler" en or sur le dessus de la grille du radiateur, tandis que le Daimler reçoit les phares rectangulaires. Les premières voitures ont utilisé des cadres de fenêtres en acier inoxydable, plus tard, ils ont été changés en noir.

### Daimler / Vanden Plas
Les voitures de marque Daimler représentaient le niveau de finition le plus élevé, et ont été vendues comme leur modèle Vanden Plas par les concessionnaires Jaguar aux États-Unis. Comme la Sovereign, elle a été équipée des projecteurs rectangulaires. L'intérieur de la Daimler comporte des tablettes repliables en ronce de noyer pour les passagers arrière et un siège arrière de 2 passagers (au lieu de 3 passagers sur les Jaguar).